# Jerry Sohl
Gerald Allan Sohl Sr., detto Jerry (Los Angeles, 2 dicembre 1913 – Thousand Oaks, 4 novembre 2002), è stato un autore di fantascienza e sceneggiatore statunitense.

## Biografia
Ha scritto sceneggiature per le serie televisive Ai confini della realtà (come ghost writer di Charles Beaumont), Alfred Hitchcock presenta, The Outer Limits, Star Trek e sceneggiature cinematografiche. È inoltre autore di romanzi e opere su scacchi e bridge.
Sposato nel 1943, ha avuto un figlio e due figlie.

## Opere

### Romanzi
- 1952 The Haploids (Morbo Orrendo, Urania n.50)
- 1953 The Trascendents Man (I vampiri della morte, Urania n.68)
- 1953 Costigan' Needle (Pionieri dell'infinito, Urania n.65 e n.382)
- 1954 The Altered Ego (Resurrezione, Urania n.74 e n.390)
- 1955 Point Ultimate
- 1956 The Mars Monopoly (Il mistero degli asteroidi, Urania n.187)
- 1956 The Invisible Enemy (Il pianeta in esilio, Urania n.133)
- 1957 The Time Dissolver (Il tempo si è fermato, Urania n.210)
- 1959 The Odious Ones (I figli della follia, Urania n.251)
- 1959 One Against Herculum (Uno contro Herculum, Futuria n.3, ed. Zillitti)
- 1970 'Night Slaves
- 1971 The Anomaly (L'anomalia, Urania n.609, Classici Urania n.151)
- 1976 I, Aleppo

### Altri romanzi
- 1957 Prelude to Peril
- 1967 The Lemon Eaters
- 1971 The Spun Sugar Hole
- 1973 The Resurrectoin if Frank Borchard[1]
- 1973 Supermanchu, Master of Kung Fu[2]
- 1973 Dr. Josh
- 1974 Mamelle
- 1976 Blow-Dry
- 1977 Mamelle, the Goddess